# Cúp quốc gia Scotland 1960–61
 Cúp quốc gia Scotland 1960–61 là mùa giải thứ 76 của giải đấu bóng đá loại trực tiếp uy tín nhất Scotland. Chức vô địch thuộc về Dunfermline Athletic khi đánh bại Celtic trong trận đấu lại Chung kết.

## Vòng Một
| Đội nhà            | Tỉ số | Đội khách            |
| ------------------ | ----- | -------------------- |
| Alloa Athletic     | 5 – 4 | East Stirlingshire   |
| Berwick Rangers    | 1 – 4 | Dunfermline Athletic |
| Clyde              | 0 – 2 | Hibernian            |
| Deveronvale        | 1 – 0 | Stirling Albion      |
| Elgin City         | 2 – 2 | Airdrieonians        |
| Falkirk            | 1 – 3 | Celtic               |
| Hearts             | 9 – 0 | Tarff Rovers         |
| Keith              | 1 – 2 | East Fife            |
| Montrose           | 3 – 1 | Albion Rovers        |
| Peebles Rovers     | 4 – 2 | Gala Fairydean       |
| Queen of the South | 1 – 1 | St Johnstone         |
| Queen’s Park       | 2 – 3 | Arbroath             |
| Third Lanark       | 2 – 0 | Stenhousemuir        |

### Đấu lại
| Đội nhà       | Tỉ số | Đội khách          |
| ------------- | ----- | ------------------ |
| Airdrieonians | 2 – 0 | Elgin City         |
| St Johnstone  | 1 – 2 | Queen of the South |

## Vòng Hai
| Đội nhà            | Tỉ số  | Đội khách            |
| ------------------ | ------ | -------------------- |
| Aberdeen           | 4 – 2  | Deveronvale          |
| Alloa Athletic     | 2 – 0  | Dumbarton            |
| Ayr United         | 0 – 0  | Airdrieonians        |
| Brechin City       | 5 – 3  | Duns                 |
| Buckie Thistle     | 0 – 2  | Raith Rovers         |
| Celtic             | 6 – 0  | Montrose             |
| Cowdenbeath        | 1 – 4  | Motherwell           |
| Dundee             | 1 – 5  | Rangers              |
| Dundee United      | 0 – 1  | St Mirren            |
| East Fife          | 1 – 3  | Partick Thistle      |
| Forfar Athletic    | 2 – 0  | Greenock Morton      |
| Hibernian          | 15 – 1 | Peebles Rovers       |
| Kilmarnock         | 1 – 2  | Hearts               |
| Queen of the South | 0 – 2  | Hamilton Academical  |
| Stranraer          | 1 – 3  | Dunfermline Athletic |
| Third Lanark       | 5 – 2  | Arbroath             |

### Đấu lại
| Đội nhà       | Tỉ số | Đội khách  |
| ------------- | ----- | ---------- |
| Airdrieonians | 3 – 1 | Ayr United |

## Vòng Ba
| Đội nhà             | Tỉ số | Đội khách            |
| ------------------- | ----- | -------------------- |
| Aberdeen            | 3 – 6 | Dunfermline Athletic |
| Alloa Athletic      | 2 – 1 | Forfar Athletic      |
| Brechin City        | 0 – 3 | Airdrieonians        |
| Hamilton Academical | 0 – 4 | Hibernian            |
| Motherwell          | 2 – 2 | Rangers              |
| Partick Thistle     | 1 – 2 | Hearts               |
| Raith Rovers        | 1 – 4 | Celtic               |
| St Mirren           | 3 – 3 | Third Lanark         |

### Đấu lại
| Đội nhà      | Tỉ số | Đội khách  |
| ------------ | ----- | ---------- |
| Rangers      | 2 – 5 | Motherwell |
| Third Lanark | 0 – 8 | St Mirren  |

## Tứ kết
| Đội nhà              | Tỉ số | Đội khách      |
| -------------------- | ----- | -------------- |
| Celtic               | 1 – 1 | Hibernian      |
| Dunfermline Athletic | 4 – 0 | Alloa Athletic |
| Hearts               | 0 – 1 | St Mirren      |
| Motherwell           | 0 – 1 | Airdrieonians  |

### Đấu lại
| Đội nhà   | Tỉ số | Đội khách |
| --------- | ----- | --------- |
| Hibernian | 0 – 1 | Celtic    |

## Bán kết
| Celtic | 4 – 0 | Airdrieonians |
| ------ | ----- | ------------- |
|        |       |               |

| Dunfermline Athletic | 0 – 0 | St Mirren |
| -------------------- | ----- | --------- |
|                      |       |           |

### Đấu lại
| Dunfermline Athletic | 1 – 0 | St Mirren |
| -------------------- | ----- | --------- |
|                      |       |           |

## Chung kết
| Dunfermline Athletic | 0 – 0 | Celtic |
| -------------------- | ----- | ------ |
|                      |       |        |

Đội bóng
| DUNFERMLINE ATHLETIC:  |  |                   |
|                        |  |                   |
| GK                     |  | Eddie Connachan   |
| RB                     |  | Cammie Fraser     |
| LB                     |  | Willie Cunningham |
| RH                     |  | Ron Mailer        |
| CH                     |  | Jackie Williamson |
| LH                     |  | George Miller     |
| RW                     |  | George Peebles    |
| IR                     |  | Alex Smith        |
| CF                     |  | Charlie Dickson   |
| IL                     |  | Dan McLindon      |
| LW                     |  | Harry Melrose     |
| ’‘‘Huấn luyện viên:’’’ |  |                   |
| Jock Stein             |  |                   |

| CELTIC:                |  |                   |
|                        |  |                   |
| GK                     |  | Frank Haffey      |
| RB                     |  | Duncan MacKay     |
| LB                     |  | Jim Kennedy       |
| RH                     |  | Paddy Crerand     |
| CH                     |  | Billy McNeill     |
| LH                     |  | John Clark        |
| RW                     |  | Charlie Gallagher |
| IR                     |  | Willie Fernie     |
| CF                     |  | John Hughes       |
| IL                     |  | Stevie Chalmers   |
| LW                     |  | Alex Byrne        |
| ’‘‘Huấn luyện viên:’’’ |  |                   |
| Jimmy McGrory          |  |                   |

### Đấu lại
| Dunfermline Athletic           | 2 – 0 | Celtic |
| ------------------------------ | ----- | ------ |
| Dave Thomson · Charlie Dickson |       |        |

Đội bóng
| DUNFERMLINE ATHLETIC:  |  |                   |
|                        |  |                   |
| GK                     |  | Eddie Connachan   |
| RB                     |  | Cammie Fraser     |
| LB                     |  | Willie Cunningham |
| RH                     |  | Ron Mailer        |
| CH                     |  | George Miller     |
| LH                     |  | John Sweeney      |
| RW                     |  | George Peebles    |
| IR                     |  | Alex Smith        |
| CF                     |  | Dave Thomson      |
| IL                     |  | Charlie Dickson   |
| LW                     |  | Harry Melrose     |
| ’‘‘Huấn luyện viên:’’’ |  |                   |
| Jock Stein             |  |                   |

| CELTIC:                |  |                   |
|                        |  |                   |
| GK                     |  | Frank Haffey      |
| RB                     |  | Duncan MacKay     |
| LB                     |  | Willie O'Neill    |
| RH                     |  | Paddy Crerand     |
| CH                     |  | Billy McNeill     |
| LH                     |  | John Clark        |
| RW                     |  | Charlie Gallagher |
| IR                     |  | Willie Fernie     |
| CF                     |  | John Hughes       |
| IL                     |  | Stevie Chalmers   |
| LW                     |  | Alex Byrne        |
| ’‘‘Huấn luyện viên:’’’ |  |                   |
| Jimmy McGrory          |  |                   |